# Cydnoides renormatus
Cydnoides renormatus är en insektsart som först beskrevs av Philip Reese Uhler 1895.  Cydnoides renormatus ingår i släktet Cydnoides och familjen glansskinnbaggar. Inga underarter finns listade i Catalogue of Life.